# Souilem Gnaoui
Souilem Gnaoui (arabe : سويلم قناوي) dit La Perle Noire, né le 13 janvier 1914 à Oran et décédé le 5 novembre 2008 à Oran, est un joueur de football Algérien, qui jouait au poste de milieu offensif. Il a joué en faveur de l'USM Oran, dans plusieurs clubs en France, et avec la sélection d'Oranie, dans les années trente et quarante.

## Palmarès

### National
- Vainqueur du Championnat d'Oranie en 1933 avec l'USM Oran
- Vainqueur du Championnat de France de D2 en 1939 avec le Red Star Olympique
- Finaliste du Championnat d'Afrique du Nord en 1933 et 1935 avec l'USM Oran

## Source
- Gnaoui le fivois